# Fucking machine

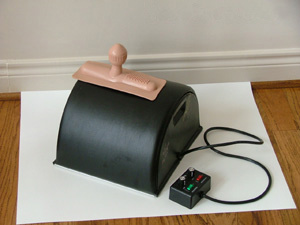
Stroj zvaný Sybian

Fucking machine, také love machine, je mechanické zařízení napodobující kopulaci při souloži. Zdrojem pohybu mohou být elektromotory s různými systémy klikových hřídelí, pneumatické a také hydraulické systémy. Zakončením těchto strojů jsou různá dilda nahrazující penis. Jsou využitelné vaginálně i análně.
Profesionální výrobky jsou jištěny z hlediska rychlosti, síly i tlaku. Běžná rychlost pohybu dilda je cca 2,5–3,5 cyklu za sekundu se zdvihem 5–8 cm. Podomácku vyrobené kusy, které se pohybují i rychlostmi nad 10 cyklů za sekundu, mohou být v těchto aspektech nebezpečné.